# Florin Dan
 Florin Dan  (n. 1 aprilie 1979, Târgu-Mureș) este un fotbalist român care se află sub contract cu gruparea din Liga a II-a, Sanatatea Cluj.

## Legături externe
- Florin Dan la romaniansoccer.ro
- Florin Dan la transfermarkt.com
- Florin Dan la soccerway.ro Arhivat în 4 martie 2016, la Wayback Machine.